# Marnay (Vienne)

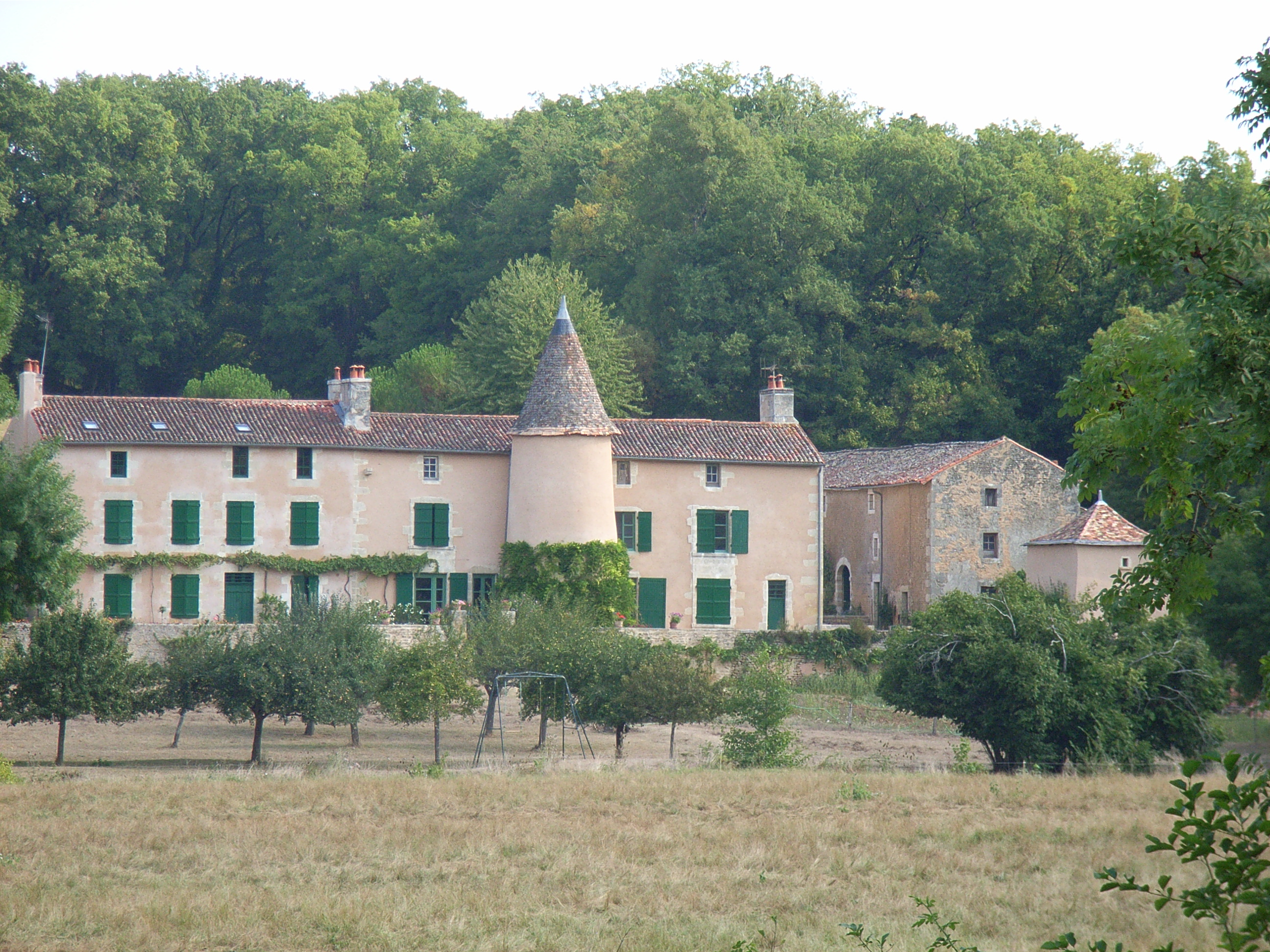
Landhuis

Marnay is een gemeente in het Franse departement Vienne (regio Nouvelle-Aquitaine) en telt 531 inwoners (1999). De plaats maakt deel uit van het arrondissement Poitiers.

## Geografie
De oppervlakte van Marnay bedraagt 45,5 km², de bevolkingsdichtheid is 11,7 inwoners per km².
De onderstaande kaart toont de ligging van Marnay (Vienne) met de belangrijkste infrastructuur en aangrenzende gemeenten.

## Demografie
Onderstaande figuur toont het verloop van het inwonertal (bron: INSEE-tellingen).